# Che strano effetto/C'è un uomo che piange
Che strano effetto / C'è un uomo che piange è il quinto singolo su 7" de i Corvi pubblicato nel 1968 dalla Bluebell Records. Il brano del lato A è un rifacimento di This Strange Effect scritto da Ray Davies della band The Kinks.

## Tracce
Lato A
1. Che strano effetto (This Strange Effect) (testo: Franco Califano, Nisa – musica: Ray Davies)

Lato B
1. C'è un uomo che piange (testo: Franco Califano, Nisa – musica: Stelvio Cipriani)